# Messor valentinae
Messor valentinae es una especie de hormiga del género Messor, subfamilia Myrmicinae. 

## Distribución
Esta especie se encuentra en China, Kirguistán y Tayikistán.